# Pigiopsis convergens
Pigiopsis convergens là một loài bướm đêm trong họ Geometridae.